# 23 december
23 december is de 357ste dag van het jaar (358ste dag in een schrikkeljaar) in de gregoriaanse kalender. Hierna volgen nog 8 dagen tot het einde van het jaar.

## Gebeurtenissen
- Algemeen
  - 1888 - Vincent van Gogh verliest zijn oor.[1]
  - 1895 - In Amsterdam wordt de Bouwonderneming Jordaan NV opgericht, een experiment om te zien of het mogelijk is om de erbarmelijke leefomstandigheden van de arbeidersklasse in de volkswijk de Jordaan te verbeteren zonder overheidssteun.[1]
  - 1909 - Albert I van België wordt koning.
  - 1994 - Zeker tien Colombianen worden gedood bij aanslagen van het Nationale Bevrijdingsleger (ELN) op autobussen in de kustplaats Cartagena.
  - 2023 - Door een explosie op de vroege zondagochtend lokale tijd, late zaterdagavond in onze tijdzone, bij een nikkelsmelter op het Indonesische eiland Sulawesi vallen enkele tientallen doden en gewonden. Uit de eerste onderzoeken blijkt dat de explosie mogelijk ontstaan zou kunnen zijn door achtergebleven stoffen in een smeltoven.[2]
  - 2024 - In een metro van New York wordt een vrouw levend in brand gestoken voor de ogen van andere passagiers.
- Bouwkunst en architectuur
  - 1970 - Hoogste punt is bereikt van de North Tower van het World Trade Center in New York.[1]
- Infrastructuur
  - 1978 - Een Alitalia DC-9 stort tijdens de landing in zee bij het vliegveld van Palermo op Sicilië (Italië). Hierbij komen 108 mensen om, 21 mensen worden gered door vissersboten en overleven de ramp.[1]
- Kunst en cultuur
  - 1893 - Eerste opvoering van de Duitse opera Hänsel und Gretel.
- Media
  - 1995 - De eerste aflevering van Thuis wordt uitgezonden.[3]
  - 2023 - De Arabische Wikipedia sluit 24 uur lang uit protest tegen de aanhoudende oorlog in Gaza en roept op om de oorlog te beëindigen.
- Muziek
  - 2023 - De toppositie in de Nederlandse Top 40 is deze week voor Greedy van Tate McRae.[4] McRae is hiermee de tweede Canadese artiest die een Nederlandse kersthit heeft, alleen Justin Bieber met Sorry ging haar in 2015 al voor.[5]
- Oorlog
  - 1482 - De Vrede van Atrecht beëindigt de Bourgondische Successieoorlog.
  - 1948 - De zeven ter dood veroordeelden van het Proces van Tokio worden door middel van ophanging ter dood gebracht in de gevangenis van Sugamo Prison in Ikebukuro.
  - 1979 - Sovjet-invasie van Afghanistan: de hoofdstad Kaboel wordt ingenomen.[1]
- Politiek
  - 484 - Gunthamund volgt zijn oom Hunerik op als koning van de Vandalen en Alanen.[1]
  - 1865 - België, Frankrijk, Italië en Zwitserland komen een Latijnse muntunie overeen.
  - 1876 - Begin van de Conferentie van Constantinopel tussen vijf Europese grootmachten.
  - 1946 - België - Oprichting van de Raad van State, als een rechtsprekend college buiten de rechterlijke orde.
  - 1990 - De Slovenen spreken zich in een referendum uit voor verzelfstandiging van de Joegoslavische deelrepubliek Slovenië. Sloveense leiders verklaren dat ze binnen zes maanden de onafhankelijkheid zullen proclameren.
- Religie
  - 1294 - Conclaaf volgend op het aftreden van paus Celestinus V.[1]
- Sport
  - 1906 - Oprichting van de Paraguayaanse voetbalclub Atlántida Sport Club.
  - 1984 - Het Nederlands voetbalelftal behaalt de eerste overwinning in de WK-kwalificatiereeks door Cyprus in Nicosia met 1-0 te verslaan. Peter Houtman maakt de enige treffer voor Oranje.
  - 1992 - Bart Veldkamp, Ellen van Langen en de Nederlandse volleybalploeg worden uitgeroepen tot respectievelijk sportman, -vrouw en -ploeg van het jaar. Vanwege de vliegramp in Faro gelast de AVRO de feestelijke opname en uitzending af.
  - 1999 - Oprichting van de Ecuadoraanse voetbalclub Fuerza Amarilla Sporting Club.
  - 2006 - De Chileense voetbalclub Colo-Colo wint de 25ste landstitel uit de clubgeschiedenis door Audax Italiano over twee duels te verslaan in de finale van de Primera División (Clausura).
  - 2009 - Zevenvoudig wereldkampioen Michael Schumacher kondigt zijn rentree aan in de F1. Hij heeft getekend bij Mercedes Grand Prix.
  - 2018 - Peter Bosz is aangesteld als de nieuwe voetbalcoach bij Bayer Leverkusen.
- Wetenschap en technologie
  - 1672 - Ontdekking van de Saturnusmaan Rhea door de Italiaanse astronoom Giovanni Cassini.[6]
  - 1947 - Demonstratie van de eerste transistor, door John Bardeen en Walter Brattain.[1]
  - 2023 - Lancering van een Falcon 9 raket van SpaceX vanaf Kennedy Space Center Lanceercomplex 40 voor de Starlink group 6-32 missie met 23 Starlink satellieten. Voor het eerst is de eerste trap van een Falcon 9 voor de 19e keer gebruikt.[7]

## Geboren

Hubert Pierlot
geboren in 1883

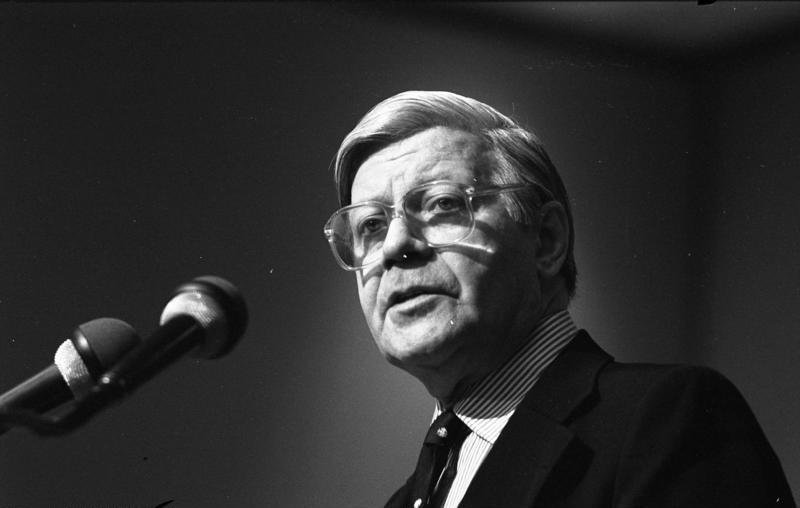
Helmut Schmidt
geboren in 1918

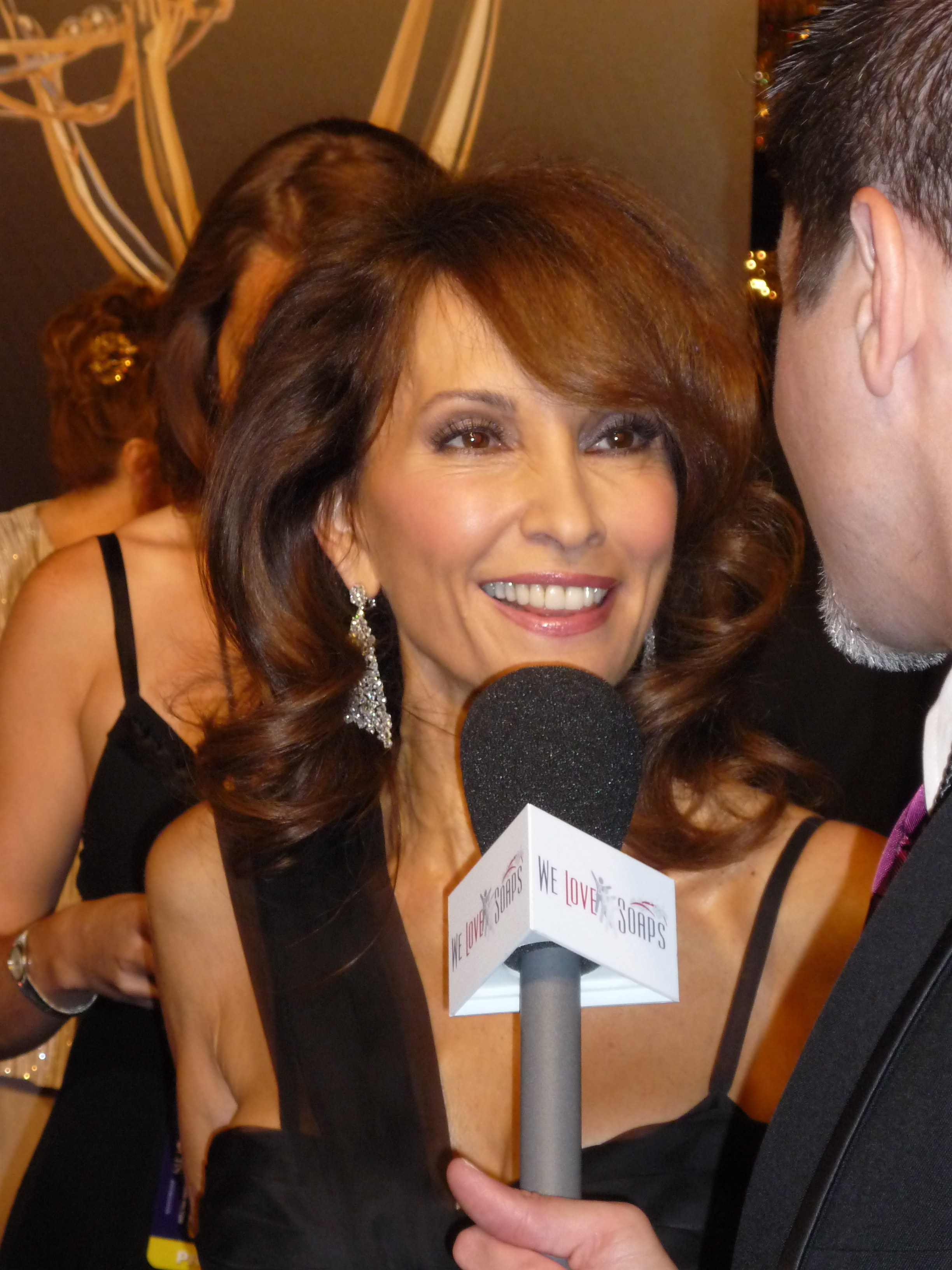
Susan Lucci
geboren in 1946

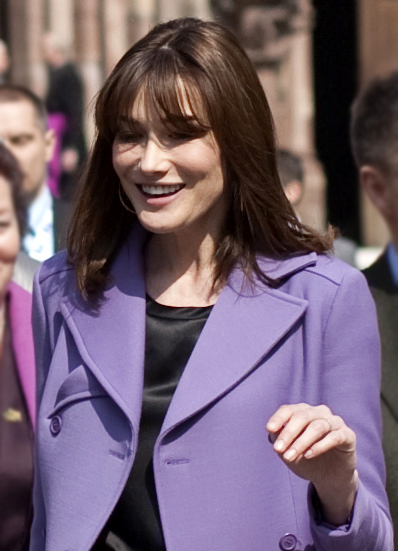
Carla Bruni
geboren in 1967

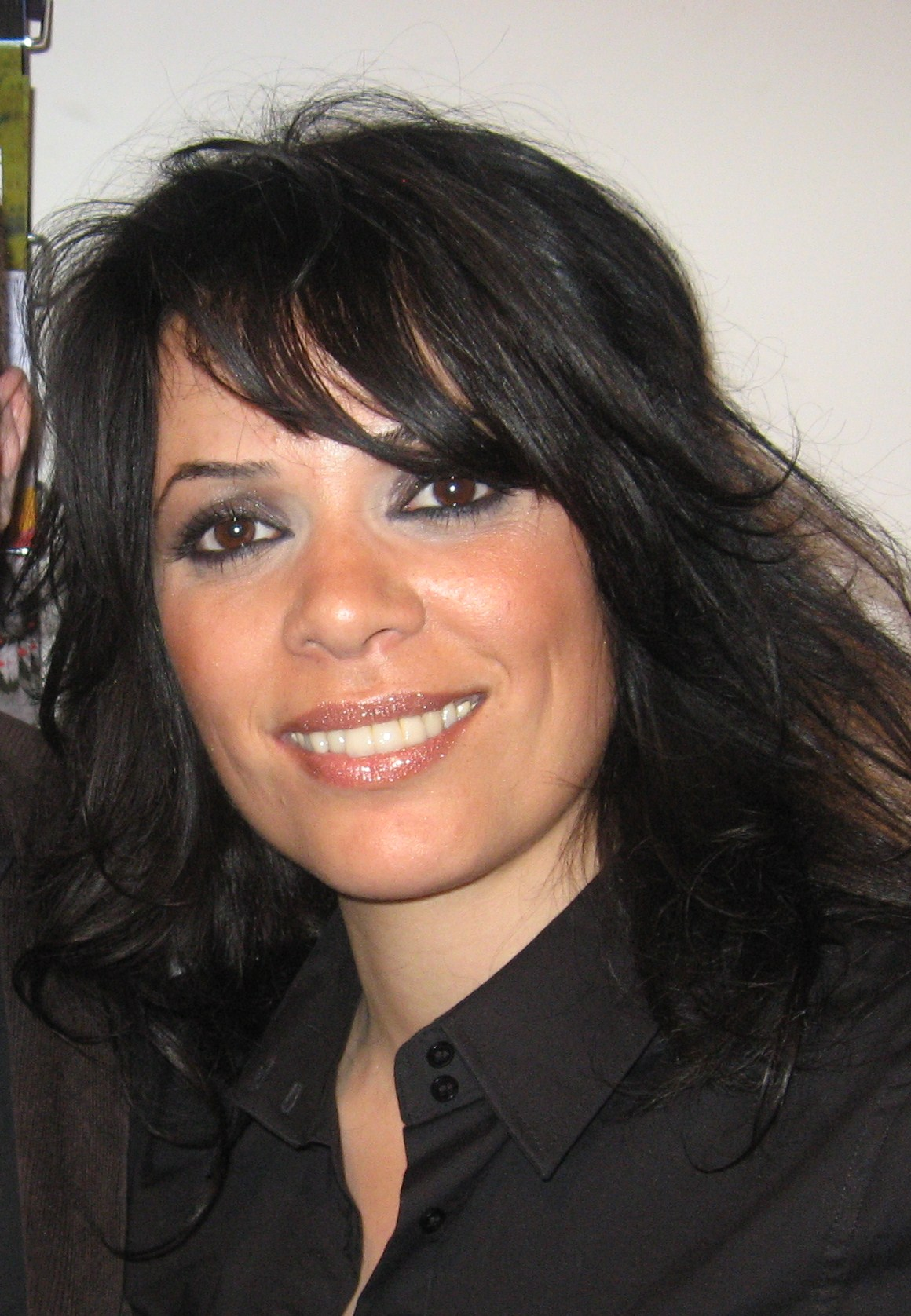
Yasmin Levy
geboren in 1975

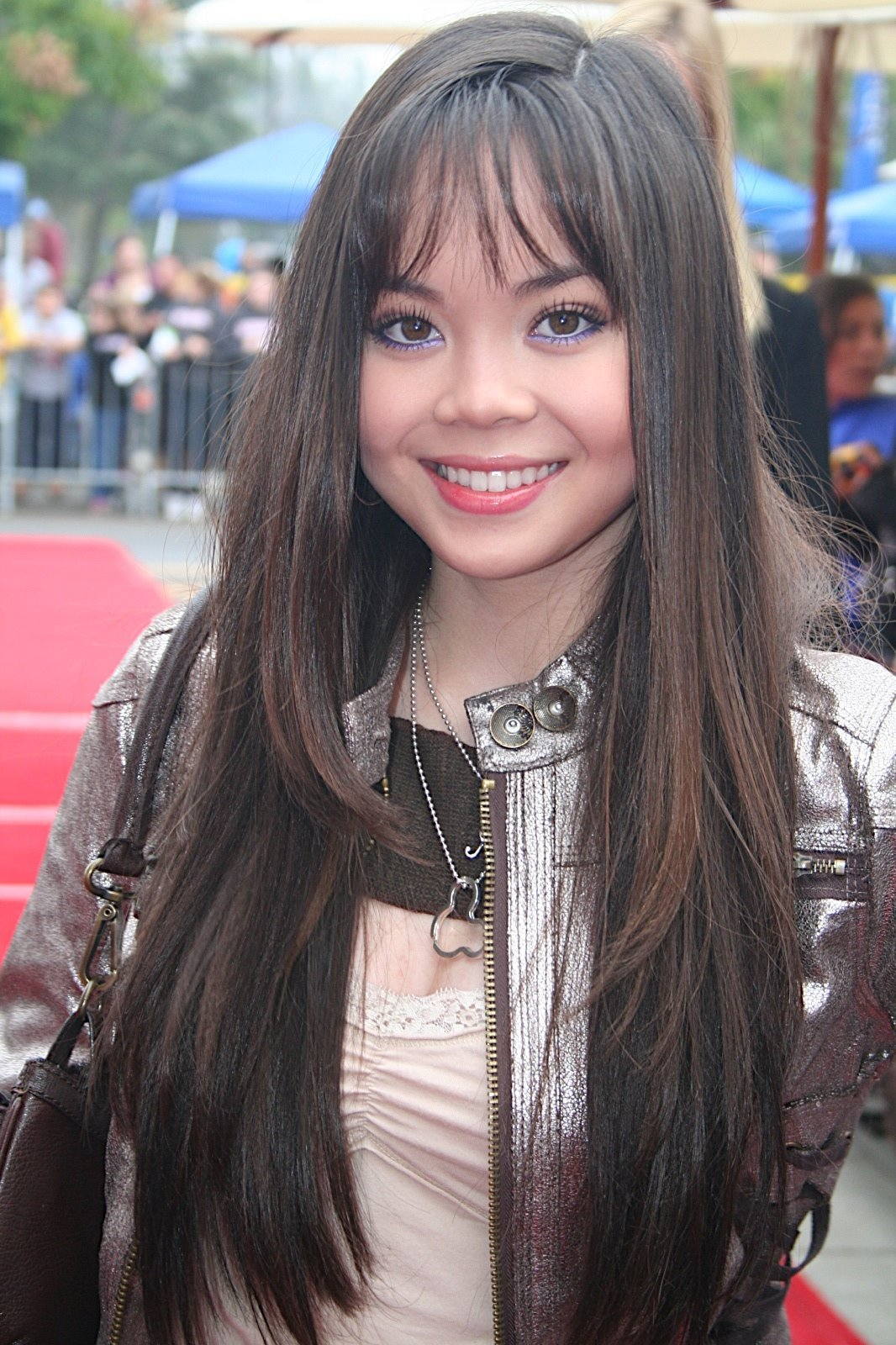
Anna Maria Perez de Taglé
geboren in 1990

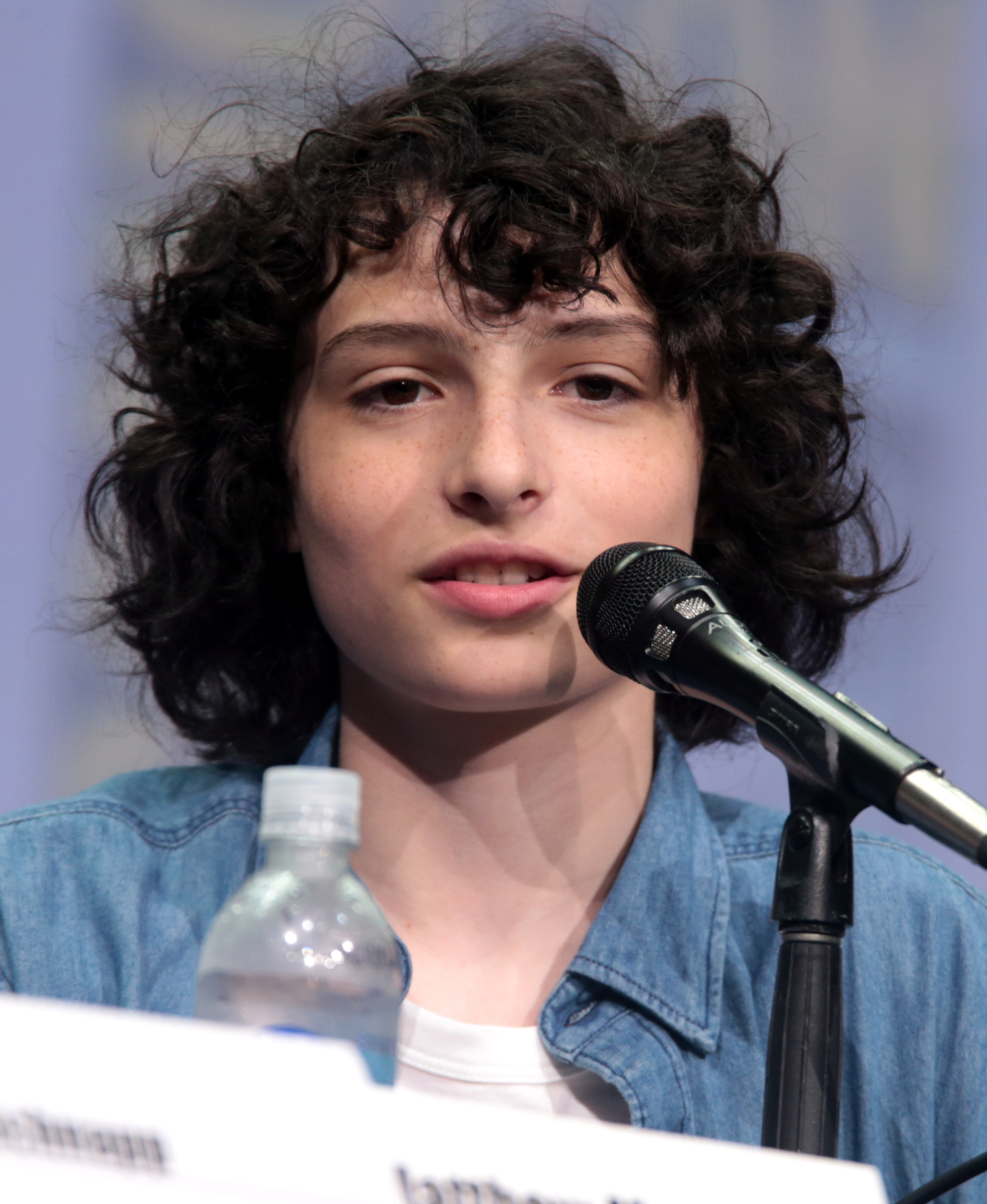
Finn Wolfhard
geboren in 2002

- 1544 - Anna van Saksen, tweede echtgenote van Willem van Oranje (overleden 1577)
- 1689 - Joseph Bodin de Boismortier, Frans componist (overleden 1755)
- 1732 - Richard Arkwright, Brits uitvinder (overleden 1792)
- 1790 - Jean-François Champollion, Frans talengenie (overleden 1832)
- 1804 - Charles Augustin Sainte-Beuve, Frans schrijver en criticus (overleden 1869)
- 1805 - Joseph Smith, Amerikaans theoloog (overleden 1844)
- 1807 - André-Napoléon Fontainas, Belgisch politicus (overleden 1863)
- 1808 - Jozef Geefs, Belgisch beeldhouwer (overleden 1885)
- 1810 - Karl Richard Lepsius, Duits egyptoloog en filoloog (overleden 1884)
- 1819 - Jan Jakob Lodewijk ten Kate, Nederlands dichter (overleden 1889)
- 1823 - Jozef Van Lerius, Belgisch kunstschilder (overleden 1876)
- 1845 - Gustave Ador, Zwitsers politicus (overleden 1928)
- 1862 - Henri Pirenne, Waals geschiedkundige (overleden 1935)
- 1878 - Micheil Tsereteli, Georgisch historicus en politicus (overleden 1965)
- 1883 - Ernest Apers, Belgisch architect (overleden 1959)
- 1883 - Hubert Pierlot, Belgisch politicus (overleden 1963)
- 1888 - Christa Winsloe, Duits-Hongaars schrijfster (overleden 1944)
- 1896 - Johan Dijkstra, Nederlands kunstenaar (overleden 1978)
- 1898 - Jozef Langenus, Belgisch atleet (overleden 1987)
- 1900 - José de León Toral, Mexicaans terrorist (overleden 1929)
- 1903 - Armand Blanchonnet, Frans wielrenner (overleden 1968)
- 1911 - Niels Kaj Jerne, Deens immunoloog (overleden 1994)
- 1911 - Léon Povel, Nederlands omroeper en hoorspel- en televisieregisseur (overleden 2013)
- 1913 - Hans Henkemans, Nederlands pianist, componist, muziekpedagoog en psychiater (overleden 1995)
- 1916 - Dino Risi, Italiaans filmregisseur (overleden 2008)
- 1917 - Frits Ruys, Nederlands verzetsstrijder (overleden 1944)
- 1918 - Helmut Schmidt, Duits bondskanselier (overleden 2015)
- 1920 - Andries van Dantzig, Nederlands psychiater (overleden 2005)
- 1922 - F. van den Bosch, Nederlands schrijver (overleden 2001)

Raymond Kintziger, Belgisch atleet (overleden 2010)
- 1922 - Micheline Ostermeyer, Frans atlete en pianiste (overleden 2001)
- 1924 - Jacques Hogewoning, Nederlands jurist en sportbestuurder (overleden 2005)
- 1925 - Pierre Bérégovoy, Frans politicus (overleden 1993)
- 1926 - Jorge Medina Estévez, Chileens kardinaal (overleden 2021)
- 1926 - Diny de Neef, Nederlands actrice (overleden 1978)
- 1929 - Chet Baker, Amerikaans trompettist en zanger (overleden 1988)
- 1930 - Theo Kling, Nederlands acteur en regisseur
- 1931 - Herman Schoonderwalt, Nederlands jazz-saxofonist, -klarinettist en -componist, en bigbandleider (overleden 1997)
- 1932 - Noël Foré, Belgisch wielrenner (overleden 1994)
- 1933 - Akihito, 1989-2019 keizer van Japan
- 1933 - Gerard Scholten, Nederlands burgemeester (overleden 2020)
- 1934 - Settela Steinbach, Holocaust-slachtoffer (overleden 1944)
- 1935 - Johnny Kidd, Engels zanger (overleden 1966)
- 1935 - Esther Phillips, Amerikaans zangeres (overleden 1984)
- 1936 - Claude Coppens, Belgisch pianist en componist
- 1936 - Frederic Forrest, Amerikaans acteur (overleden 2023)
- 1936 - James Stacy, Amerikaans acteur (overleden 2016)
- 1937 - Jaap van Benthem, Nederlands musicoloog (overleden 2023)
- 1937 - Karol Bobko, Amerikaans astronaut (overleden 2023)
- 1937 - Maurice Peiren, Belgisch atleet (overleden 2011)
- 1939 - Jan Aalberts, Nederlands ondernemer
- 1940 - Mamnoon Hussain, Pakistaans zakenman en politicus (overleden 2021)
- 1941 - Serge Reding, Belgisch gewichtheffer (overleden 1975)
- 1942 - John Benson, Schots voetballer en voetbalcoach (overleden 2010)
- 1942 - Quentin Bryce, Australisch politica
- 1943 - Harry Shearer, Amerikaans acteur, stemacteur, muzikant
- 1943 - Silvia Sommerlath, koningin van Zweden
- 1944 - Enneüs Heerma, Nederlands politicus (overleden 1999)
- 1944 - Sandra Reaves-Phillips, Amerikaans actrice, zangeres en schrijfster (overleden 2023)
- 1944 - Hans Tentije (Johann Krämer), Nederlands dichter (overleden 2023)
- 1945 - Adly Mansour, Egyptisch president
- 1945 - Dick van der Zaag, Nederlands politicus
- 1946 - Franz Cibulka, Oostenrijks componist, muziekpedagoog en klarinettist (overleden 2016)
- 1946 - Edita Gruberová, Slowaaks sopraan (overleden 2021)
- 1946 - Susan Lucci, Amerikaans actrice
- 1946 - Arnold Spauwen, Nederlands dichter en schrijver (overleden 2013)
- 1946 - Pete Wells, Australische slide-gitarist (overleden 2006)
- 1947 - Bill Rodgers, Amerikaans atleet
- 1948 - David Davis, Brits politicus
- 1949 - Adrian Belew, Amerikaans gitarist en zanger
- 1949 - Els de Groen, Nederlands schrijfster en politica
- 1949 - Ella Vogelaar, Nederlands minister (overleden 2019)
- 1950 - Vicente del Bosque, Spaans voetballer en voetbalcoach
- 1951 - Anthony Phillips, Brits componist en musicus
- 1952 - Andreas Martin, Duits schlagerzanger
- 1953 - Serginho Chulapa, Braziliaans voetballer
- 1954 - Jos Dom, Belgisch acteur
- 1954 - Brian Teacher, Amerikaans tennisser
- 1955 - Carol Ann Duffy, Brits dichteres en toneelschrijfster
- 1955 - Ton Kalle, Nederlands beeldhouwer
- 1955 - Şivan Perwer, Koerdisch zanger
- 1956 - Michele Alboreto, Italiaans autocoureur (overleden 2001)
- 1956 - Graziano Cesari, Italiaans voetbalscheidsrechter
- 1956 - Dave Murray, Brits gitarist
- 1956 - Ilse Uitterlinden, Belgisch actrice
- 1957 - Rob Barel, Nederlands triatleet
- 1958 - Joan Severance, Amerikaans actrice
- 1959 - Luis Fernando Suárez, Colombiaans voetballer en voetbalcoach
- 1959 - Luc Verhoeven, Belgisch acteur
- 1960 - Hans Kloos, Nederlands dichter, schrijver en vertaler
- 1960 - Susi Riermeier, Duits ski-laufster en atlete
- 1962 - Bertrand Gachot, Belgisch autocoureur
- 1963 - Donna Tartt, Amerikaans schrijfster
- 1964 - Andrew Cooper, Australisch roeier
- 1964 - Jens Heppner, Duits wielrenner
- 1964 - Shelley Malil, Indiaas-Amerikaans acteur
- 1964 - Eddie Vedder, Amerikaans zanger
- 1965 - Doug Gillard, Amerikaans singer-songwriter, gitarist en componist
- 1965 - Andreas Kappes, Duits wielrenner (overleden 2018)
- 1965 - Laura Shavin, Engels actrice
- 1966 - Hans van Arum, Nederlands voetballer en voetbalcoach
- 1966 - Bobby Schayer, Amerikaans drummer
- 1967 - Carla Bruni, Frans-Italiaans model en zangeres
- 1967 - Frank Dittrich, Duits langebaanschaatser
- 1967 - Stefan Saliger, Duits hockeyer
- 1968 - Sandra Roelofs, first lady van Georgië, van Nederlandse komaf
- 1968 - Gary Sheehan, Amerikaans autocoureur
- 1968 - Olga Sjisjigina, Kazachs atlete
- 1969 - Martha Byrne, Amerikaans actrice
- 1969 - Günter Perl, Duits voetbalscheidsrechter
- 1969 - Pascal Picotte, Canadees motorcoureur
- 1970 - Catriona Le May-Doan, Canadees schaatsster
- 1971 - Corey Haim, Canadees acteur (overleden 2010)
- 1971 - Tara Palmer-Tomkinson, Brits presentatrice, model, columniste en pianiste (overleden 2017)
- 1971 - Wim Vansevenant, Belgisch wielrenner
- 1971 - Stephen Westmaas (Wesje), Surinaams cabaretier, muzikant en presentator (overleden 2011)
- 1972 - Tiny Bertels, Belgisch actrice en zangeres
- 1972 - Dries Boussatta, Nederlands voetballer
- 1972 - Sandy Martens, Belgisch voetballer
- 1973 - Khavn de la Cruz, Filipijns filmmaker, schrijver en muzikant
- 1973 - Daniel Chopra, Zweeds golfer
- 1974 - Agustín Delgado, Ecuadoraans voetballer
- 1975 - Robert Bartko, Duits (baan)wielrenner
- 1975 - Casper Faassen, Nederlands kunstenaar
- 1975 - Ali bin Al-Hussein, prins van Jordanië
- 1975 - Yasmin Levy, Israëlisch zangeres
- 1976 - Joanna Hayes, Amerikaans atlete
- 1977 - Tina Bride (Kim Poelmans), Belgisch dancezangeres
- 1978 - Jodie Marsh, Brits bodybuilder en model
- 1978 - Hanne Troonbeeckx, Belgisch presentatrice
- 1978 - Estella Warren, Canadees actrice
- 1979 - Holly Madison, Amerikaans model
- 1979 - Yukifumi Murakami, Japans atleet
- 1980 - Jennifer Hoffman, Nederlands actrice
- 1981 - Angelo Kelly, Iers-Amerikaans muzikant en zanger
- 1983 - Lisa Dobriskey, Brits atlete
- 1983 - Tim Matthys, Belgisch voetballer
- 1985 - Martin Bernburg, Deens voetballer
- 1985 - Harry Judd, Brits drummer
- 1986 - Arcangel, Puerto Ricaans-Dominicaans reggaeton-artiest en acteur
- 1986 - Balázs Dzsudzsák, Hongaars voetballer
- 1987 - Axel Bäck, Zweeds alpineskiër
- 1987 - Shara Gillow, Australisch wielrenster
- 1987 - Daniela Götz, Duits zwemster
- 1987 - Carolien Spoor, Nederlands actrice
- 1988 - Samira Atillah, Belgisch journaliste en activiste
- 1988 - Claartje Janse, Nederlands actrice
- 1988 - Julia Murray, Canadees freestyleskiester
- 1990 - Yvette Broch, Nederlands handbalster
- 1990 - Jaap van Duijn, Nederlands voetballer
- 1990 - Anna Maria Perez de Taglé, Amerikaans actrice, model en zangeres
- 1991 - Kyren Wilson, Brits snookerspeler
- 1992 - Camiel Meiresonne, Nederlands zanger, muzikant en componist
- 1993 - Emmanuel Stockbroeckx, Belgisch hockeyer
- 1993 - Nicolae Tanovitchii, Moldavisch wielrenner
- 1995 - Scott Deroue, Nederlands motorcoureur
- 1995 - Noelle Maritz, Zwitsers voetbalster
- 1995 - Christophe Ponsson, Frans motorcoureur
- 1996 - Lara Baars, Nederlands atlete
- 1997 - Luka Jović, Servisch voetballer
- 1998 - Andreas Alamommo, Fins schansspringer
- 1999 - Dmitri Kozlovski, Russisch kunstschaatser
- 1999 - Samuel Lino, Braziliaans voetballer
- 2000 - Clément Novalak, Frans-Zwitsers autocoureur
- 2002 - Finn Wolfhard, Canadees acteur
- 2003 - Isak Jensen, Deens voetballer
- 2003 - Ena Mahmutovic, Duits voetbalster
- 2004 - Facundo Buonanotte, Argentijns-Italiaans voetballer
- 2006 - Lyanne Iedema, Nederlands voetbalster

## Overleden

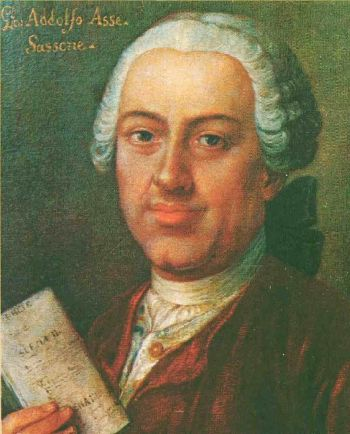
Johann Adolf Hasse
overleden in 1783

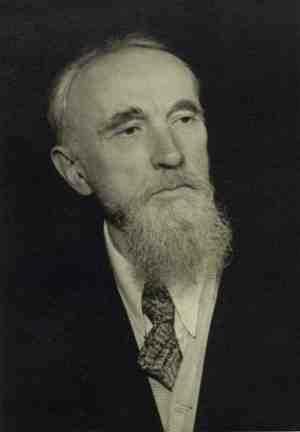
Alfrēds Kalniņš
overleden in 1951

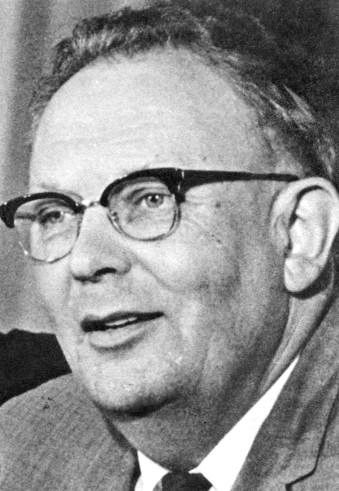
Gerard Kuiper
overleden in 1973

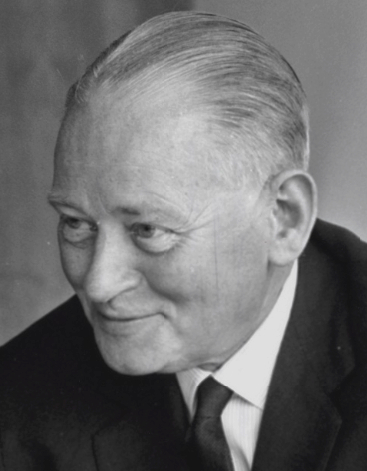
Dirk Stikker
overleden in 1979

- 1556 - Nicholas Udall (52), Engels toneelschrijver
- 1631 - Michael Drayton (~68), Engels dichter
- 1638 - Barbara Longhi (86), Italiaans schilderes
- 1739 - John Vanderbank, Engels kunstschilder
- 1783 - Johann Adolf Hasse (84), Duits componist
- 1787 - Louise-Marie van Frankrijk (50), prinses van Frankrijk
- 1834 - Thomas Malthus (68), Brits demograaf en econoom
- 1873 - Sarah Grimké (81), Amerikaans abolitioniste, suffragette en schrijfster
- 1877 - Thomas Wright, Engels schrijver
- 1907 - Pierre Janssen (93), Frans astronoom
- 1907 - Aaron Adolf de Pinto (79), Nederlands jurist
- 1913 - Jules Claretie (73), Frans schrijver, theateracteur en historicus
- 1920 - Cayetano Arellano (73), Filipijns rechter
- 1921 - Romualdo de Jesus (73), Filipijns beeldhouwer en houtsnijkunstenaar
- 1923 - Hendrik Copijn (81), Nederlands tuinarchitect
- 1939 - Anthony Fokker (49), Nederlands vliegtuigbouwer
- 1940 - Otto Silber (47), Estisch voetballer
- 1943 - Theo Thijssen (64), Nederlands schrijver
- 1951 - Alfrēds Kalniņš (72), Lets componist
- 1953 - Lavrenti Beria (54), Sovjet-Russisch politicus
- 1966 - Heimito von Doderer (70), Oostenrijks schrijver
- 1970 - Hennie Schouten (70), Nederlands organist en muziektheoreticus
- 1972 - Andrej Toepolev (84), Russisch luchtvaartpionier en vliegtuigbouwer
- 1973 - Gerard Kuiper (68), Nederlands-Amerikaans astronoom
- 1979 - Peggy Guggenheim (81), Amerikaans kunstverzamelaar
- 1979 - Dirk Stikker (82), Nederlands zakenman en politicus
- 1985 - Birabongse Bhanubandh (71), Thais autocoureur
- 1990 - Pierre Gripari (64), Frans schrijver
- 1992 - Hank Mizell (69), Amerikaans zanger
- 1993 - Jeanne Fortanier-de Wit (86), Nederlands politicus
- 1993 - Frits Tjong Ayong (81), Surinaams chirurg en uroloog
- 1996 - Rina Ketty (85), Italiaans zangeres
- 1996 - Gerard Laureyssens (73), Belgisch politicus
- 1997 - Zaoer Kalojev (66), Sovjet-Georgisch voetballer
- 1998 - Anatoli Rybakov (87), Russisch schrijver
- 2000 - Victor Borge (91), Deens-Amerikaans komiek, pianist en dirigent
- 2000 - Jos Lerinckx (80), Belgisch componist
- 2001 - Jelle Zijlstra (83), Nederlands minister-president
- 2002 - Tatamkhulu Afrika (82), Zuid-Afrikaans dichter en schrijver
- 2002 - Bep du Mée (88), Nederlands atlete
- 2004 - Narasimha Rao (83), Indiaas premier
- 2006 - Frans Haks (68), Nederlands museumdirecteur
- 2006 - Jan Tromp (72), Nederlands kunstfluiter
- 2007 - Aloísio Lorscheider (83), Braziliaans theoloog, (aarts)bisschop, kardinaal en (mensenrechten)activist
- 2007 - Oscar Peterson (82), Canadees jazzmusicus
- 2007 - Frank Swaelen (77), Vlaams-Belgisch politicus
- 2008 - Rafael Abella (91), Spaans schrijver
- 2009 - Edward Schillebeeckx (95), Belgisch theoloog
- 2010 - Jan Buijs (73), voorman van Electric Johnny & The Skyriders
- 2011 - Cees van Dongen (79), Nederlands motorcoureur
- 2012 - Louis Th. Lehmann (92), Nederlands dichter en scheepsarcheoloog
- 2012 - Peer van Veggel (80), Nederlands burgemeester
- 2013 - Michail Kalasjnikov (94), Russisch militair en wapenontwerper
- 2013 - Yusef Lateef (93), Amerikaans jazzsaxofonist en componist
- 2013 - András Pándy (86), Hongaars-Belgisch dominee en seriemoordenaar
- 2013 - Ted Richmond (103), Amerikaans filmproducent
- 2014 - Jeremy Lloyd (84), Brits acteur en scriptschrijver
- 2015 - Alfred Goodman Gilman (74), Amerikaans farmacoloog en biochemicus
- 2016 - Heinrich Schiff (65), Oostenrijks cellist en dirigent
- 2016 - Piers Sellers (61), Brits-Amerikaans ruimtevaarder
- 2016 - Vesna Vulović (66), Joegoslavisch stewardess
- 2016 - Miruts Yifter (72), Ethiopisch atleet
- 2018 - Elias Stein (87), Amerikaans wiskundige
- 2018 - Francis Verdoodt (76), Belgisch dichter en presentator
- 2019 - Wander Bertoni (94), Oostenrijks beeldhouwer
- 2020 - Arkadie Andreasjan (73), Armeens-Russisch voetballer en voetbaltrainer
- 2020 - James Gunn (97), Amerikaans sciencefictionschrijver
- 2020 - Leslie West (Leslie Weinstein) (75), Amerikaans muzikant (Mountain)
- 2020 - Rika Zaraï (82), Frans-Israëlisch zangeres
- 2021 - Rolf Abrahamsohn (96), Duits ondernemer en Holocaustoverlevende
- 2021 - Bernard Dewulf (61), Belgisch schrijver
- 2021 - Joan Didion (87), Amerikaans auteur
- 2022 - George Cohen (83), Engels voetballer
- 2022 - Maxi Jazz (65), Brits rapper
- 2022 - Philippe Streiff (67), Frans autocoureur
- 2022 - Bas van den Toren (64), Nederlands zanger (Höllenboer)[8]
- 2023 - Izabella Cywińska (88), Pools regisseur en politica
- 2023 - Michael Radulescu (80), Roemeens-Duits componist
- 2024 - Pierre Beaufays (81), Belgisch politicus
- 2024 - Desi Bouterse (79), Surinaams legerleider en politicus; president (2010-2020)
- 2024 - Sophie Hediger (26), Zwitsers snowboardster

## Viering/herdenking

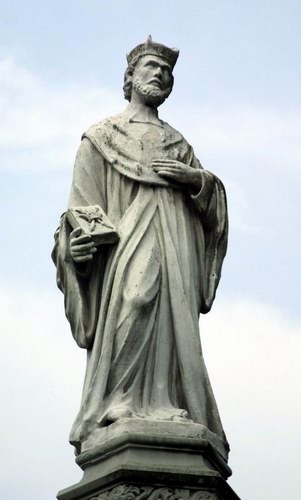
H. Johannes Ketty

- In het Romeinse Rijk eindigen officieel de saturnaliën ter ere van de zonnewende en larentalia
- Rooms-Katholieke kalender:
  - Heilige Johannes Ketty († 1473) - Vrije Gedachtenis
  - Heilige Dagobert († 679)
  - Heiligen Martelaren van Kreta: Evarist(us) († 250)
  - Heilige Gaubald († 761)
  - Heilige Victoria (van Rome) († 250)
  - Heilige Thorlac (Thorhallsson) († 1193)
  - Heilige Antonius van Sint-Anna († 1822)
  - Heilige John Stone († 1538)
  - Zalige Hartmann (van Brixen) († 1164)

## Weerextremen

### Nederland
| | Officiële records | Officiële records | Officiële records |      | Landelijke records | Landelijke records | Landelijke records  |
| Gebeurtenis | Jaar              | Extreem           | Locatie           | Jaar | Extreem            | Locatie            |                     |
| --- | ----------------- | ----------------- | ----------------- | ---- | ------------------ | ------------------ | ------------------- |
| Laagste etmaalgemiddelde temperatuur (°C) | 1938              | −10,1             | De Bilt           |      | 1938               | −12,4              | Maastricht          |
| Hoogste etmaalgemiddelde temperatuur (°C) | 2012              | 11,4              | De Bilt           |      | 2020               | 11,9               | Westdorpe           |
| Laagste minimumtemperatuur (°C) | 1938              | −14,7             | De Bilt           |      | 1938               | −18,3              | Maastricht          |
| Hoogste minimumtemperatuur (°C) | 2012              | 9,9               | De Bilt           |      | 2014               | 10,2               | Marknesse, Schiphol |
| Laagste maximumtemperatuur (°C) | 1938              | −5,9              | De Bilt           |      | 1962               | −7,3               | Maastricht          |
| Hoogste maximumtemperatuur (°C) | 1977              | 14,9              | De Bilt           |      | 1977               | 15,5               | Schiphol            |
| Hoogste uurgemiddelde windsnelheid (m/s) | 1954              | 17,5              | De Bilt           |      | 1916               | 27,8               | Vlissingen          |
| Hoogste windstoot (m/s) | 1954              | 36,0              | De Bilt           |      | 1954               | 36,0               | De Bilt             |
| Langste zonneschijnduur (uur) | 1961              | 6,9               | De Bilt           |      | 1961               | 7,1                | Valkenburg ZH       |
| Langste neerslagduur (uur) | 1979              | 16,0              | De Bilt           |      | 2012               | 20,1               | Eindhoven           |
| Hoogste etmaalsom van de neerslag (mm) | 1967              | 34,5              | De Bilt           |      | 1967               | 34,5               | De Bilt             |
| Laagste etmaalgemiddelde relatieve vochtigheid (%) | 1996              | 55                | De Bilt           |      | 1924               | 50                 | Maastricht          |
| Laagste uurwaarde luchtdruk op zeeniveau (hPa) | 1927              | 973,6             | De Bilt           |      | 1927               | 969,1              | De Kooy             |
| Hoogste uurwaarde luchtdruk op zeeniveau (hPa) | 1962              | 1047,8            | De Bilt           |      | 1962               | 1050,2             | Eelde               |
| Officiële records worden altijd gemeten op het KNMI-weerstation in De Bilt. Landelijke records kunnen worden gemeten op elk officieel KNMI-weerstation in Nederland. |                   |                   |                   |      |                    |                    |                     |

Uitzonderlijke gebeurtenissen
- 1904 - Officieel laagste minimumtemperatuur in °C van december dit jaar gemeten in De Bilt: −5,1
- 1954 - Officieel maandrecord hoogste windstoot in m/s van december gemeten in De Bilt: 36,0
- 1962 - Officieel laagste minimumtemperatuur in °C van het jaar gemeten in De Bilt: −11,5
- 1962 - Officieel maandrecord hoogste uurwaarde luchtdruk op zeeniveau in hPa van december gemeten in De Bilt: 1047,8
- 1962 - Landelijk maandrecord hoogste uurwaarde luchtdruk op zeeniveau in hPa van december gemeten in Eelde: 1050,2
- 2000 - Officieel laagste minimumtemperatuur in °C van december dit jaar gemeten in De Bilt: −6,6
- 2001 - Officieel laagste minimumtemperatuur in °C van december dit jaar gemeten in De Bilt: −6,8
- 2005 - Officieel hoogste minimumtemperatuur in °C van december dit jaar gemeten in De Bilt: 6,8
- 2012 - Officieel hoogste minimumtemperatuur in °C van december dit jaar gemeten in De Bilt: 9,9
- 2020 - Officieel hoogste minimumtemperatuur in °C van december dit jaar gemeten in De Bilt: 8,6. Samen met 22 december
- 2023 - Landelijk langste neerslagduur in uren van december dit jaar gemeten in Nieuw Beerta: 19,9 (voorlopig)

### België
Dagrecords
- 1938 en 1962 - Laagste etmaalgemiddelde temperatuur −8,7 °C
- 1977 - Hoogste etmaalgemiddelde temperatuur 11,8 °C
- 1938 - Laagste minimumtemperatuur −10,9 °C
- 1977 - Hoogste maximumtemperatuur 15,4 °C
- 1927 - Hoogste etmaalsom van de neerslag 21,8 mm

Uitzonderlijke gebeurtenissen
- 1954 - Storm treft de kust met enkele overstromingen aan de kust en in het bekken van de Schelde. In het binnenland zijn er plaatselijk windstoten tot 130 km/h.
- 1977 - Maximumtemperatuur tot 14,0 °C in Rochefort en 16,8 °C in Kleine-Brogel (Peer)

<< · 1 · 2 · 3 · 4 · 5 · 6 · 7 · 8 · 9 · 10 · 11 · 12 · 13 · 14 · 15 · 16 · 17 · 18 · 19 · 20 · 21 · 22 · 23 · 24 · 25 · 26 · 27 · 28 · 29 · 30 · 31 · >>